# Tachikawa Ki-54
Tachikawa Ki-54 (яп. 一式双発高等練習機 Итисики со:хацу ко:то: рэнсю:ки) — японский двухмоторный учебно-боевой самолёт периода Второй мировой войны.

## История
В конце 1939 года воздушный штаб Японской армии выдал заказ на проектирование двухмоторного многоцелевого самолёта для замены "учебного самолёта Тип 95". Самолёт должен был располагать управлением и характеристиками на уровне современных двухмоторных самолётов, поступивших на вооружение армейской авиации в 1937 году. Кроме того, самолёт должен был использоваться одновременно для подготовки всех членов экипажа бомбардировщика: пилота, штурмана, бомбардира, стрелка и радиста.
В то время фирма "Татикава" была основным поставщиком вспомогательной авиации для армии. Стандартный конкурс решено было не проводить и проектирование было поручено этой фирме. Проектирование самолёта началось на заводе «Татикава» под руководством авиаконструктора Рёкити Эндо. Последний для проектируемого самолёта выбрал конструкцию «низкоплана» под два двигателя воздушного охлаждения Хитати Ха-13а мощностью 510 л.с. каждый с винтами изменяемого шага типа Гамильтон. Самолёт располагал элементами цельнометаллической конструкции с тканевой обшивкой рулевых поверхностей.
Проект был готов в апреле 1940 года, а в июне первый прототип нового самолета совершил первый полет. До конца 1940 года было изготовлено еще шесть опытных прототипов, на которых отрабатывали конфигурацию моделей.
В начале 1941 года самолет прошел все циклы испытаний и был принят на вооружение армии под обозначением " Армейский тренировочный повышенной подготовки Тип 1" или Ki-54. У союзников эти самолеты получили кодовое обозначение "Хиккори".
В качестве учебного и лёгкого, транспортный самолёт Ki-54 показал себя очень удачной машиной и широко использовался японцами в течение всей войны на Тихом океане. Отдельные модели небольшими сериями поставлялись для авиации Маньчжоу-го.
Учебные и транспортные самолеты Ki-54 серийно выпускались до самого конца войны и использовались японцами в течение всей войны на Тихом океане, а также применялись и после войны. Общий объем производства самолетов Ki-54 всех модификаций составил 1342 экземпляра, включая прототипы.
В связи с тем, что Ki-54 эксплуатировался в основном в тылу японских войск, к моменту капитуляции Японии уцелело довольно большое количество этих самолетов. Часть самолетов была использована союзниками в рамках операции "Зеленый крест". На поверхность самолета наносили контрастные зеленые кресты быстрого опознавания и эти самолеты совершали полеты в отдаленные японские гарнизоны с приказами сложить оружие.
Семь транспортных самолетов Ki-54, оставленных японцами в Индокитае, вошли в состав французской связной эскадрильи и использовались в боях с повстанцами до начала 1950-х годов. Четыре трофейных Ki-54 были переданы СССР ВВС КНР, где они эксплуатировались до 1952 года.

## Модификации
Прототип самолёта, получивший название Ki-54 (яп. キ54), впервые полетел летом 1940 года.
- Ki-54а — «самолёт повышенной летной подготовки армейский тип 1 модель А» 
Запущен в серию в 1941 году, после некоторых доработок, выполненных с целью уменьшения передней центровки самолёта. Предназначался для подготовки пилотов[1].
- Ki-54b — «учебно-боевой самолёт армейский тип 1 модель В» 
Следующая серийная модель. В этой модификации самолёт предусматривал подготовку помимо пилотов и других членов экипажей бомбардировщиков, в соответствии с требованиями воздушного штаба. Самолёт обладал четырьмя подвижными стрелковыми установками с 7,7-мм пулеметами «тип 89» и использовался почти во всех училищах боевой подготовки армейских пилотов а также в гражданских лётных школах, подготавливающих военных пилотов для Японской армии. Ki-54b стал самым распространённым типом Ki-54, составив большинство из выпущенных 1368 самолётов всех модификаций[1].
- Ki-54с — «транспортный самолёт армейский тип 1 модель С»; гражданский вариант — Y-59 
Эта модель представляла собой связной или лёгкий пассажирский самолёт с пониженной высотой фюзеляжа и с установкой восьми посадочных мест[1].
- Ki-54о — «патрульный бомбардировщик армейский тип 1 модель D»
Представлял собой самолёт противолодочной обороны, несший на борту восемь 60-кг глубинных бомб. Было выпущено всего несколько таких машин, использовавшихся очень недолго[1].
- Ki-110 
Выпущенный к концу войны цельнодеревянный вариант Ki-54с. Единственный опытный образец аппарата был разрушен во время авиационного налёта американцев[1].
- Ki-111 (не построен) 
Проект модификации самолёта с протектированными баками. До конца войны проект не был закончен[1].
- Ki-114 (не построен) 
Проект улучшенного варианта Ки-110. До конца войны проект не был закончен[1].

## Тактико-технические характеристики (Ki-54c)
Источник данных: The Concise Guide to Axis Aircraft of World War II; Japanese Aircraft of the Pacific War

Технические характеристики
- Экипаж: 2
- Пассажировместимость: 8 человек
- Длина: 11,94 м
- Размах крыла: 17,9 м
- Высота: 3,58 м
- Площадь крыла: 40,0 м?
- Масса пустого: 2 954 кг
- Максимальная взлётная масса: 3 897 кг
- Силовая установка: 2 × воздушных Hitachi Ha13a
- Мощность двигателей: 2 × 510 л.с. (на взлёте) (2 × 380 кВт
- 470 л.с. / 350 кВт на 1700 м)
- Воздушный винт: двухлопастные металлические, изменяемого шага, тип Гамильтон

Лётные характеристики
- Максимальная скорость: 375 км/ч
- Крейсерская скорость: 240 км/ч
- Практическая дальность: 960 км
- Практический потолок: 7 180 м
- Нагрузка на крыло: 97,4 кг/м2
- Тяговооружённость: 0,195 кВт/кг

## Эксплуатанты
Японская империя
- ВВС Императорской армии Японии

 Маньчжоу-го
- Императорские ВВС Маньчжоу-го: 3 самолёта, поставленные Японией, использовались как представительские. Именовались "和平","建国" и"淮海"

 нанкинское правительство Ван Цзинвэя
- ВВС коллаборационистской китайской армии.

 Китайская Республика
- ВВС Китайской Республики: трофейные.

 Китай
- ВВС КНР: 4 трофейных самолёта. Применялись, в частности, для тренировок первого выпуска (14 курсантов) женщин-пилотов. Списаны в 1952 году.

 Французский Индокитай
- ВВС Франции: не менее 7 Ki-54 использовались после капитуляции Японии в Section Aérienne de Liaison SAL 99, между 1945 и 1947 годами.

 Великобритания
- Royal Air Force: 1 самолёт непродолжительно использовался 273-й эскадрильей в сентябре-октябре 1945 года на территории Французского Индокитая[5].

 Таиланд
 Королевские ВВС Таиланда (?)

## Сохранившиеся самолёты

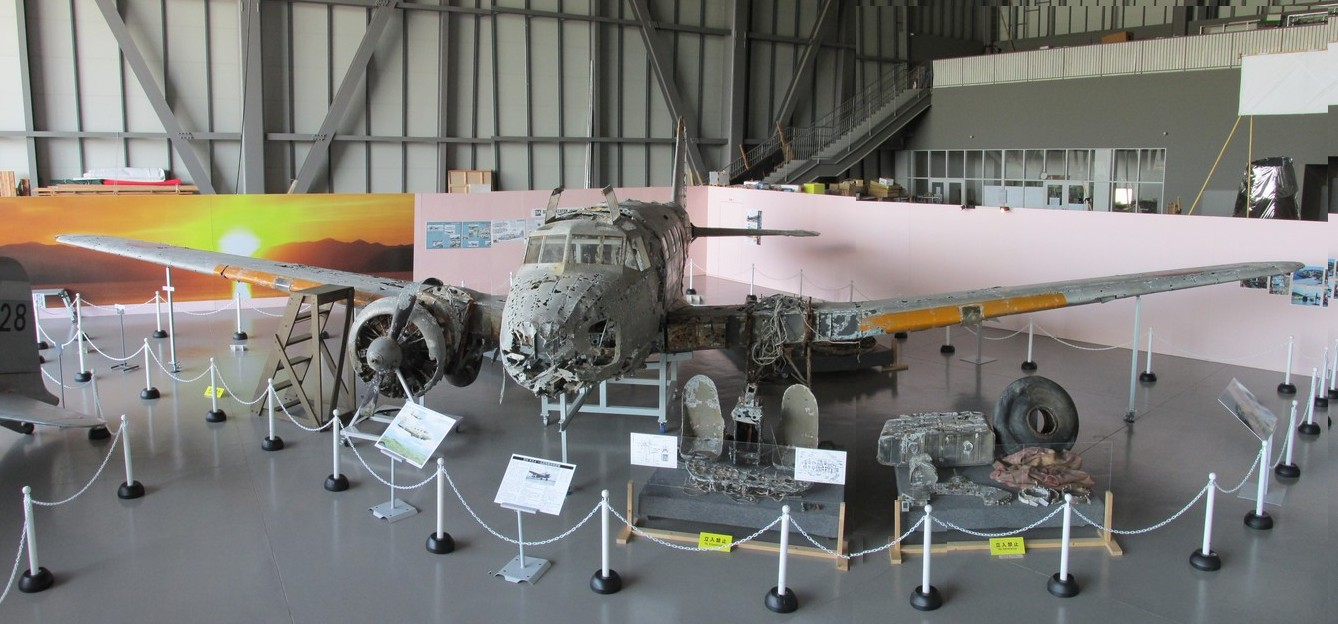
Ki-54 в Музее науки и авиации Мисава

До настоящего времени сохранилось три экземпляра  самолета Ki-54 
- Фюзеляж Ki-54 имеется в экспозиции Австралийского военного мемориала. Это самолет, на котором прилетали сдаться австралийцам командующий 37-й японской армией и верховный главнокомандующий японскими войсками на о. Борнео. Ранее он был частью оборудования игровой площадки детского сада авиабазы Фэйрбарн (Канберра).[6][7]
- Другой фюзеляж Ki-54 хранится в Китайском музее авиации (Пекин)[8].
- Ещё один неотреставрированный Ki-54 находится в японском Музее науки и авиации Мисава, Этот самолет, принадлежащий летному отряду внутренних войск Северной армии, потерпел крушение в сентябре 1943 года[2]. Самолёт был найден 13 августа 2010 года на дне озера Товада (озеро) (префектура Аомори; поднят 5 сентября 2012 года[9] и выставлен для обозрения.[10]